# Салимов, Абдулла
Абдулла Салимов (1917 год, Казань, Казанская губерния, Российская империя (ныне Татарстан, Россия) — 19 августа 1943, с. Петрополье, Матвеево-Курганский район, Ростовская область, РСФСР, СССР (ныне Россия) — участник Великой Отечественной войны, пулемётчик 902-го стрелкового полка 248-й стрелковой дивизии (28-я армия, Южный фронт), рядовой. Закрыл своим телом амбразуру пулемёта.

## Биография
Родился в 1917 году в Казани. В сентябре 1938 года Казанским РВК призван в действующую армию.
С 1942 года воевал в составе 902-го стрелкового полка 248-й стрелковой дивизии в должности пулемётчика.
В августе 1943 года началась Миусско-Мариупольская наступательная операция. Вновь советские войска пытались прорвать глубоко эшелонированную и сильно укреплённую полосу обороны противника по правому берегу реки Миус, так называемый Миус-фронт. 248-я стрелковая дивизия наступала на участке Миус-фронта между хуторами Петрополье и Подгорным.. 19 августа 1943 года, после того, как оборона противника была прорвана, взвод, в составе которого находился рядовой Салимов начал продвигаться на гору Чёрный ворон, взятие которой обеспечило бы контроль над прилегающей территорией и возможность дальнейшего продвижения. Путь преградил огонь из пулемёта, находящегося в дзоте, оборудованном на склоне горы. Рядовой Салимов, вооружившись гранатами, сумел по совершенно открытой местности ползком подобраться к дзоту на 7-10 метров и забросал дзот гранатами, но и сам был ранен. Тем не менее, огонь пулемёта не прекратился, и раненый Салимов «последним броском достиг дзота, упал боком и широко раскинув руки, закрыл своим телом амбразуру дзота».
Был похоронен в селе Александровка.
Командиром полка был представлен к званию Героя Советского Союза, однако командиром дивизии представление было изменено на награждение Орденом Отечественной войны 1 степени. Приказом по 37-му стрелковому корпусу от 10.11.1943 Абдула Салимов был посмертно награждён.